# Henry Lowther
Thomas Henry Lowther (Leicester, 11 juli 1941) is een Brits trompettist.
Lowthers loopbaan begon als kornettist in een orkest van het Leger des Heils. Hij probeerde nog even viool te studeren aan de Royal Academy of Music, maar keerde al snel weer terug naar de trompet. Indien nodig was hij nog wel even te porren voor wat vioolspel. Hij speelde eerst binnen de wat lichte muziek bij Mike Westbrook, Manfred Mann, John Dankworth (1967–77), Graham Collier (1967), John Mayall (1968), John Warren (1968), Neil Ardley (1968) en Bob Downes (1969). Hij speelde toen ook een krote tijd in de The Keef Hartley Band.
In de jaren ’70 speelde hij bij Michael Gibbs (1970–76), Kenny Wheeler (vanaf 1972), Alan Cohen (1972), Michael Garrick (1972–73), Kurt Edelhagen (1974), John Taylor (1974), Stan Tracey (vanaf 1976), Tony Coe (1976), Graham Collier (1976–78), Jubiaba with Barbara Thompson (1978) and Gordon Beck (1978), maar voerde toen ook een eigen ensemble aan. Hij speelde op het album A Single Man van Elton John (1978).
De jaren ’80 brachten Buzzcocks in 1980, Talk Talk (1983-1991), Peter King vanaf 1983 en Gil Evans in 1984. In 1986 werkte hij met Humphrey Lyttelton in een reconstructie van het John Robichaux Orchestra. Vervolgens speelde hij met Charlie Watts's band in 1986-87, maar ook in zijn eigen band Still Waters (1987). Daarna was het de beurt aan een aantal bigbads zoals Berlin Contemporary Jazz Orchestra (1989–93), the London Jazz Composers Orchestra (1989-96), Kenny Wheeler's group (1990), The Dedication Orchestra (1994), het London Jazz Orchestra (1994), George Russells Living Time Orchestra, Creative Jazz Orchestra (1996) en Jazzmoss.
Hij was/is getrouwd (geweest) met celliste Claire Deniz.

## Discografie
Dit is de lijst met albums waarin hij meespeelde:
| - Manfred Mann: The soul of Mann - The Bluesbreakers: A hard road - Wynder K. Frog : Out of the frying pan - New Jazz Orchestra: Le dejeuner sur l’herbe - John Mayall met The Bluesbreakers: Bare wires - Kenny Wheeler: Windmill titter, the story of Don Quixote - Locomotive: We are everything you see - Jack Bruce: Songs for a tailor - John Mayall & The Bluesbreakers: So many roads - John Mayall: Looking back - Jaspe: Liberation - Keef Hartley: Halfbreed - Keef Hartler: The time is near - Rosetta Hightower: Hightower - Henry Lowther: Child song - Alexis Korner: Both sides - Keef Hartley: Battle of North West Six - Egg: The Polite Force - Michael Gibbs: Tanglewood 63 - Mike Westbrook: Metropolis - Keef Hartley: Little big band - Ricotti & Albuquerque: First wind - Mike Maran: Fair warning - Norma Sintone: Edge of time - Memphis Slim: Blue Memphis - Mike Gibbs: Just ahead - Shawn Phillips: Faces - Alexis Korner: Bootleg him! - Neil Ardley: A symphony of amaranths - Bryan Ferry: These foolish things - The Big Three: Ressurection - Murray Head: Nigel lived - Caravan: For Girls Who Grow Plump in the Night - Michael d’Albuquerque: We may be cattle but we’ve all got names - Carol Crimes: Warm blood - Slapp Happy: Slapp Happy - Sharon Forrester: Sharon - Elf: L.A./59 - Coast Road Drive: Delicious and refreshing - Keith Christmas: Brighter day - Bryan Ferry: Another time, another place - Dana Gillespie: Ain’t gonna play no second fiddle - Gary Shearston: The greatest show on earth - Richard en Linda Thompson: Pour down like silver - Mike Gibbs: Only Chrome-Waterfall Orchestra | - Bob Downes: Hells angels - Mike Westbrook: Citadel/room 315 - Gordon Giltrap: Visionary - Alan White: Ramshackled - Goodies: Nothing to do with us - Grahanm Collier: New conditions - Fairport Convention: Gottle O’Geer - Curved Air: Airborne - Glenn Hughes: Play me out - Gordon Giltrap: Perilous journey - Garuda; garuda - Keith Tippetts Ark: Frames - Quantum Jump: Barracuda - David Coverdale/Whitesnake: North winds - Barbara Thompson: Jubiaba - Cold Comfort: In the can - Elton John; A single man - Hawklords: 25 Years On - Georgie Fame: Right now - Evelyn Thomas: I wanna makei t on my own en Have a little Faith in me - Don Lusher Big band: The Don Lusher Big Band - The Pretenders: Pretenders - David Essex: Hot love - Chaz Jankel: Questionnaire - The Pretenders: Pretenders II - Gil Evans: Take me to the sun - Neil Innes: Off the record - Jon Anderson: Animation - Talk Talk: It’s my life - Loudon Wainwright III: I’m allright - Maria Muldaur: Live in London - Brilliant: Kiss the lips of life - Buzzcocks: Total pop - Bill Drummond: The man - Barry Guy: Zurich Concerts en Harmos - Talk Talk: Spirit of Eden - Van Morrison: Avalon sunset - Kenny Wheeler: Music for large and small ensembles - Van Morrison: Enlightenment - Talk Talk: Laughing stock - Jackie McAuley: Jackie McAuley plus - John Harle: Shadow of the duke - John Surman: Brass prject - Richard Thompson: Watching the dark |

En tal van heruitgaven.
- Gemeinsame Normdatei: 135367727
- International Standard Name Identifier: 0000 0001 1944 8399
- Library of Congress Control Number: no99089046
- MusicBrainz: e9e4b63c-5fc1-474b-86a5-5013e55e9cd8
- SNAC: w6p27bt8
- Virtual International Authority File: 80138185
- WorldCat: E39PBJmpfcmpxrYWRyHcvwgdwC